# Olio vegetale di scarto
L'olio vegetale di scarto è l'olio recuperato dagli oli alimentari esausti (comunemente abbreviati in OAE) o da altri processi affini di recupero di olio vegetale.

## In Italia
In Italia il Decreto Ministeriale del 27 novembre 2003 istituiva un contributo a carico dei produttori di oli vegetali, emanato sulla base del cosiddetto Decreto Ronchi (articolo 47, comma 9, lettera d del Dlgs 22/97), legge-quadro sui rifiuti, in base al principio di porre il costo dello smaltimento a carico dei produttori delle fonti di inquinamento.
Con i proventi del contributo veniva finanziato il CONOE (Consorzio Obbligatorio Nazionale raccolta e trattamento Oli e grassi vegetali e animali Esausti).
Tuttavia con ordinanza del TAR del Lazio, confermata poi anche dal Consiglio di Stato, tale contributo veniva dichiarato non dovuto.
È stato calcolato che la produzione di oli esausti in Italia è dell'ammontare di 200.000 tonnellate . L'olio vegetale, pur essendo degradabile, se finisce negli impianti fognari è di grave ostacolo agli impianti di depurazione, mentre se raccolto e opportunamente trattato diventa un ottimo componente per il biodiesel.
Le organizzazioni dei produttori agricoli si erano lamentati non tanto dell'ammontare dei contributi, quanto della farraginosità del meccanismo di esazione. Per contro le associazioni ambientaliste sono preoccupate perché, senza l'introito dei contributi, il Consorzio obbligatorio non riuscirà a decollare, con gravi conseguenze sull'ambiente.